# Esther choisie par Assuérus
Esther choisie par Assuérus est un tableau réalisé vers 1480 par le peintre florentin Sandro Botticelli et son élève Filippino Lippi. Cette tempera sur bois est le panneau central du premier des deux cassoni que ces artistes ont décorés avec la série de peintures appelée Scènes de l'histoire d'Esther, laquelle représente des passages de l'Ancien Testament consacrés à Esther. Centrée sur la rencontre de la jeune Juive avec le roi de Perse Assuérus pendant un défilé des beautés de Suse, l'œuvre montre également, à l'arrière-plan à droite, la désobéissance puis répudiation de Vashti ayant conduit au processus de sélection d'une nouvelle épouse pour le monarque. Elle est conservée dans les collections du musée Condé, à Chantilly, en France.